# Orden de los Mínimos
La Orden de los Mínimos (O. M.) es una orden religiosa católica fundada por el ermitaño San Francisco de Paula en el siglo XV. El nombre de "mínimos" hace referencia a la humildad de estos religiosos.

## Historia

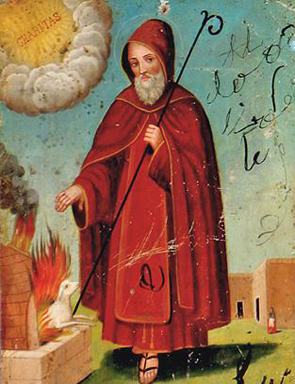
San Francisco de Paula.

En 1429, cuando San Francisco de Paula tenía 13 años, por una promesa hecha por sus padres pasó un año en el convento franciscano de Nuestra Señora de los Ángeles de San Marco Argentano, en la diócesis de Cosenza. Pasado el año,  peregrinó con sus padres a Roma, Asís, Loreto, Espoleto, Montecasino y la ermita de Monteluco. En Roma quedó escandalizado por el lujo de los altos dignatarios eclesiásticos y, según la tradición, le dijo a un cardenal que Jesús no había tenido vestidos tan suntuosos. Esto le incitó a meditar sobre una vida religiosa basada en la pobreza.
Al regresar a Paula, se fue a una cueva aislada en la finca de su padre y vivió allí en soledad. Posteriormente se trasladó a otra cueva aún más aislada, en la costa del Mediterráneo. Permaneció allí unos seis años, dedicado a la oración y a la penitencia.
En 1435 dos jóvenes le pidieron ser discípulos suyos y él accedió. Para acomodarlos, hizo construir un monasterio con tres celdas y una capilla. En 1436 él y sus dos seguidores comenzaron con el movimiento de los Eremitas de San Francisco de Asís, que posteriormente se llamaría Orden Mínima. Ese nombre hace referencia a que son "los últimos de todos los feligreses". La humildad pasó a ser lo principal de este grupo y de la vida de Francisco. Además de los votos de pobreza, castidad y obediencia, la abstinencia de carne y otros productos de origen animal se convirtió en el "cuarto voto". Francisco siguió siempre esta dieta, que muchos católicos habían dejado de practicar en el siglo XV.
El número de discípulos creció y, hacia 1454, con el permiso de Pirro Caracciolo, arzobispo de Cosenza, Francisco construyó un monasterio con una iglesia. La construcción de este monasterio generó una gran ilusión y devoción de muchas personas hacia Francisco: incluso los nobles proporcionaron piedras y participaron en los trabajos. La devoción aumentó por los muchos milagros que obraba este santo entre los que rezaban con peticiones. Por la gran afluencia de devotos, el monasterio fue ampliado entre 1469 y 1474.
El arzobispo de Cosenza escribió al papa:

Francisco construyó dicho oratorio o iglesia y un pequeño monasterio; allí llevó una vida religiosa, eremítica, muy austera; [...] Acogió a muchos seguidores en su comunidad, deseosos de llevar el mismo estilo de vida. Se sirven solo de alimentos cuaresmales, [...] Viven santa, religiosa y caritativamente. Su vida y la de la comunidad de sus eremitas ha sido y es de gran provecho para el bien de muchas almas, y por su medio se han realizado muchas obras buenas.

La aprobación diocesana se produjo en 1470 con el documento Decet nos.
San Francisco de Paula pasó a ser conocido en Tours, Francia. Luis XI se encontraba convaleciente de una enfermedad desde 1480 en el castillo de Plessis-lez-Tours y en 1480 mandó una embajada a Calabria para que el santo fuese a visitarle. Francisco fue animado a ir por el papa Sixto IV y llegó a Tours con sus discípulos. Allí le dio asistencia espiritual al monarca.
San Francisco de Paula nombró como vicario suyo en España a Bernardo Boyl. En 1487 Boyl y otros frailes mínimos visitaron a Fernando el Católico durante el cerco que tenía en la ciudad de Málaga. Tras la conquista de la ciudad se fundó la ermita de Nuestra Señora de la Victoria. Aunque no fundaron ningún convento, Boyl y los otros mínimos fueron a Tours para decirle a Francisco que los Reyes Católicos estaban a favor de la fundación en España de conventos de su orden. Boyl se encontró de nuevo con los Reyes Católicos en Barcelona en 1493 y estos le cedieron la ermita de la Victoria de Málaga para que fundasen un convento, siendo este el primero de la orden en España.
La infanta Ana Beaujeu gobernó durante la minoría de edad del rey Carlos VIII. En París, el 19 de marzo de 1485, la infanta Ana les dio un permiso a los frailes para residir en el castillo de Plessis-lez-Tours hasta que tuvieran un monasterio. Carlos VIII construyó un monasterio para los mínimos en 1491 en Montils, donde el santo residió con su comunidad. El rey también donó fondos para la construcción del convento de la Trinidad en la cima del monte Pincio de Roma. Carlos VIII también obtuvo asistencia espiritual de este santo.
En 1493 el papa Alejandro VI aprobó la primera regla de esta orden con la bula Meritis religiosae vitae. La segunda regla fue aprobada en 1501 con la bula Ad ea quae y la tercera en 1502 con la bula Ad fructus uberes. La siguiente regla fue aprobada por Julio II en 1506.
Maximiliano I de Habsburgo escribió a Francisco en 1497 para que fundase conventos de su orden en sus territorios. Francisco envió a su corte a fray Dionisio Bavier y a otros dos religiosos, que fueron recibidos por el archiduque. Fundaron el convento de la Santísima Trinidad en Salzburgo y los conventos de Santa Ana y San Andrés en Broch, Alemania.
San Francisco de Paula falleció en 1507 y fue canonizado por León X en 1519.
Con la fundación de conventos, la orden pasó de un eremitismo a un cenobitismo. En 1567 Pío V con la bula Apostolicae Sedis benignitas incluyó a los mínimos dentro del grupo de las órdenes mendicantes.

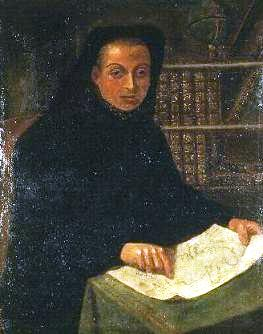
Louis Feuillée, fraile mínimo.

Los mínimos llegaron por primera vez a Hispanoamérica en el siglo XVII, cuando se instalaron en Perú.
En 1623 la orden tenía en los países católicos de Europa 6.430 miembros, 359 conventos y 30 provincias. Posteriormente, la orden llegó a tener 450 conventos.
En el año 2000 la orden contaba con 176 religiosos, distribuidos en un total de 41 conventos: 30 en Italia, 3 en España, 3 en Brasil, 1 en Estados Unidos, 1 en la República Checa, 2 en Colombia y 1 en México.

### Segunda Orden Mínima
Pedro de Lucena y Olid, caballero veinticuatro de Andújar y embajador de los Reyes Católicos en Francia, conoció a san Francisco en Tours. Su hija Elena, y las dos hijas de esta, María y Francisca, también eran devotas de este santo. Francisca fue autorizada por carta del 25 de enero de 1489 por san Francisco de Paula para fundar una comunidad de religiosas de esta orden en Andújar. En 1495, Pedro de Lucena donó la ermita de Santa Elena, en su localidad, para la fundación de un convento masculino de la orden. Ese mismo año, la comunidad de monjas de la ciudad fundó un convento. Julio II aprobó las reglas de las mínimas con la bula Dudum ad sacrum del 28 de julio de 1506.

### Tercera Orden Mínima
En 1497 se fundó la Tercera Orden Mínima para seglares, que es una orden terciaria para seglares. Tuvieron su primer convento en Andújar, en una casa donada por Pedro de Lucena, a propuesta del sacerdote Guzmán Lionet. Fue aprobada por Alejandro VI en 1501. Uno de sus miembros fue san Francisco de Sales.

## Espiritualidad
Los mínimos tienen una vida cuaresmal. Practican la oración, la pobreza, el desapego y el trabajo manual. Tienen una forma de vida austera y sobria.

## Hábito

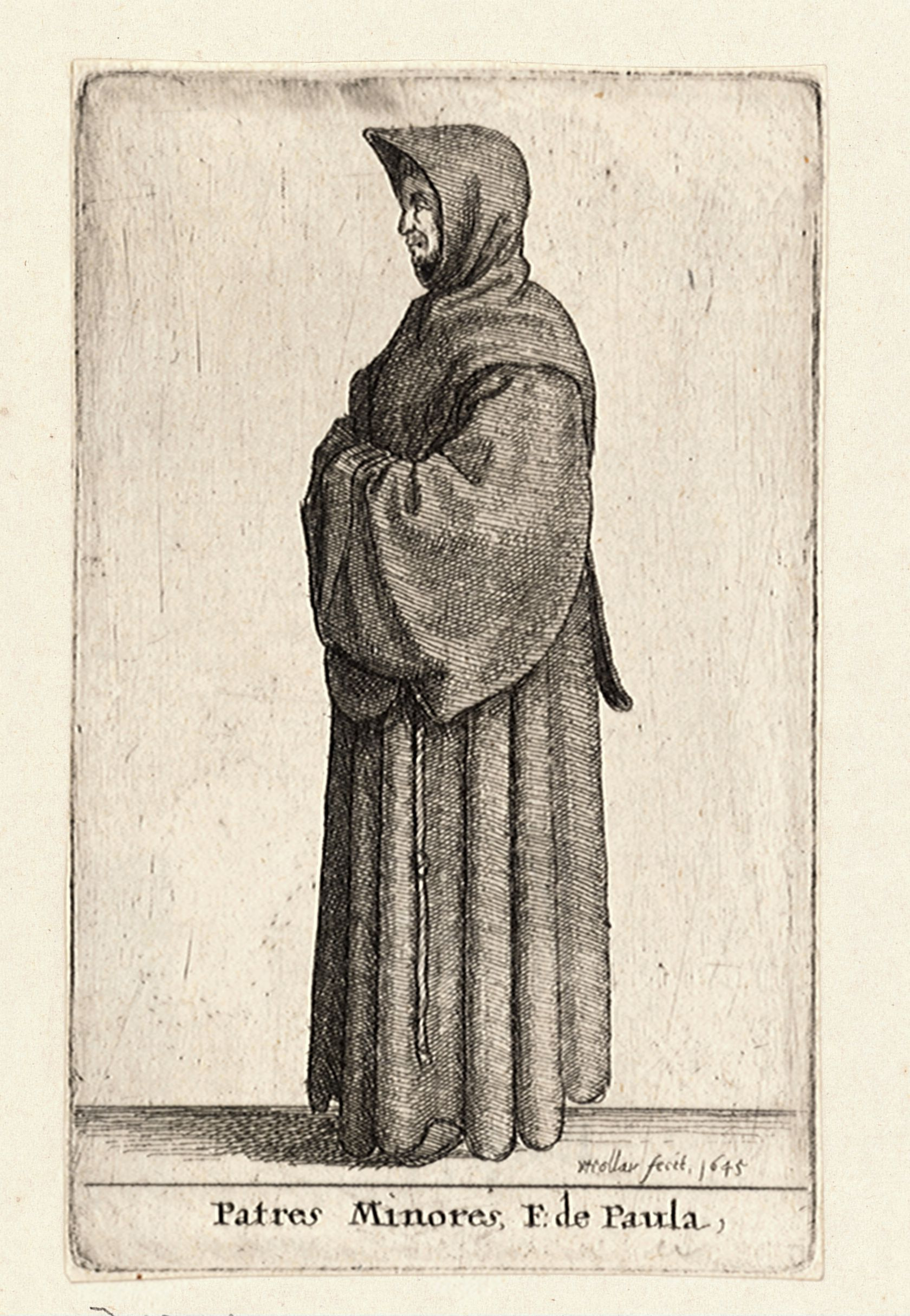
Un fraile mínimo vistiendo su hábito tradicional.

Está hecho de lana negra basta sin teñir, con mangas anchas, capucha y un cíngulo negro fino con cinco nudos para ceñirlo. La capucha tiene una mozzetta con forma de escapulario.